# Finnsholmen
Finnsholmen är en gård i Harbo socken, Heby kommun.
Finnsholmen omtalas i boskaps- och utsädeslängden 1631, men enligt Harbo dödbok var dåvarande brukarens son född här året innan 1630. Förleden har antagits vara det fornsvenska mansnamnet Finvidh, men syftar troligen snarare på en finne vars namn blivit kopplat till området. Det är oklart när detta skedde, det behöver inte vara kopplat till den äldsta kända bebyggelsen här 1631 som då brukades av Lars Staffansson, men 1610–1625 finns en Mats Staffansson, även kallad Mats finne i Järlebo. Efterleden syftar på den åkerholme där gården är belägen, Harboån gör här en sväng så gården på två sidor omges av ån, före åsänkningen på 1890-talet omgavs den på övriga sidor av sankmarker som om våren var översvämmade, och vägen till gården går via en bro över Harboån, numera finns även en väg åt andra hållet mot Kik. Finnsholmen räknas ursprungligen som torp under Viby, men räknas från början av 1700-talet som 1/4 mantal frälse.
Några andra bebyggelser än gården har inte funnits vid Finnsholmen, 1940 bodde 6 personer här, 1981 7 personer.